# De Dietrich 60 CV
De Dietrich 60 CV ist die Bezeichnung für mehrere Pkw-Modelle von der Société de Dietrich et Cie de Lunéville in Frankreich. CV ist ein Hinweis auf Cheval fiscal, der damaligen steuerlichen Einstufung in Frankreich.

## Die Modelle im Einzelnen
- De Dietrich Type R von 1903
- De Dietrich Type CR von 1905